# Beltway bandit
Beltway bandit est un terme utilisé pour désigner une entreprise privée située dans ou à proximité de Washington dont l'activité principale est de fournir des services de consultation au gouvernement des États-Unis.
Le terme était à l'origine une insulte légère qui laissait entendre que les entreprises s'appropriaient, comme des bandits, l'argent du gouvernement fédéral. Aujourd'hui, le terme a perdu beaucoup de sa nature péjorative et est souvent utilisé comme un terme descriptif neutre.
Le nom vient de la Capital Beltway, la rocade qui entoure Washington. La route s'appelle officiellement l’Interstate 495, bien que la moitié est se confond avec l'Interstate 95 qui traverse la majeure partie de la côte Est américaine. La majorité des Beltway bandits sont situés, ou tout au moins ont leur siège social, à des intersections le long de cette route afin d'être proche des organismes fédéraux et des législateurs.
Les entreprises du domaine de la défense tendent à se positionner près du Pentagone, c'est-à-dire sur le côté de la Virginie alors que les entreprises du domaine civil se positionnent sur le côté du Maryland.

## Origine du terme
L'origine du terme Beltway bandit remonte probablement aux années qui ont suivi la construction du Capital Beltway alors que des voleurs profitaient de la Beltway nouvellement construite pour voler des maisons dont les cours arrière donnaient sur la route.
Les voisins ne voyaient pas les voleurs qui arrivaient par l'arrière des maisons et les voleurs profitaient du Beltway pour s'échapper rapidement vers un état voisin. À cette époque, les communications entre les polices du district de Columbia, de l'état de Virginie et de l'État du Maryland n'étaient pas très efficaces et les voleurs en profitaient pour disparaître avant que les policiers ne puissent s'organiser et intervenir.